# Роже-Дико
Пјер Роже-Дико (фр. Roger Ducos; Монфор ен Шалос, 25. јул 1747 — 16. март 1816) је био француски политичар током Француске револуције и Првог француског царства. Био је члан Националног Конвента и Директоријума.

## Биографија
Рођен је 1747. године у Монфор ен Шалосу. Изабран је за представника Конвента департмана Ланд. Током владавине жирондинаца, Роже-Дико је припадао Центру (Plain). Центар је чинио већину у Конвенту, али није имао значајнијих представника нити јасно одређену политику. Гласао је за погубљење Луја XVI. Након доношења устава из 1795. године, Роже-Дико је био у саставу Савета пет стотина. Учествовао је у државном удару 18. фруктидора (1797) кога је организовао Наполеон Бонапарта. Сукоб Савета пет стотина и Директоријума довео је до оставке двојице директора. Једно од упражњених места заузео је Роже-Дико, захваљујући подршци директора Паула Бараса. Учествовао је у државном удару 18. бримера 8. године Републике те је именован за једног од тројице конзула (уз Наполеона и Жозефа Сијеса). Био је значајан политичар током Наполеонове владавине, али је 1814. године гласао за његово свргавање. Погинуо је марта 1816. године у близини Улма у саобраћајној несрећи.